# Aleksandrs Koliņko
Aleksandrs Koliņko est un footballeur international letton né le 18 juin 1975 à Riga.

## Biographie

### En sélection
Il participe à l'Euro 2004 avec l'équipe de Lettonie, en tant que gardien titulaire.

## Parcours d'entraîneur
- depuis juil. 2022-mai 2023 :  SK Super Nova

## Palmarès

### En club
- Champion de Lettonie en 1997, en 1998, en 1999 et en 2000 avec le Skonto Riga
- Vainqueur de la Coupe de Lettonie en 1997, 1998 et en 2000 avec le Skonto Riga

### EnÉquipe de Lettonie
- 94 sélections entre 1997 et 2015
- Participation au Championnat d'Europe des Nations en 2004 (Premier Tour)

### Distinctions individuelles
- Élu meilleur footballeur letton de l'année en 2006 et en 2014
- Élu meilleur gardien du Championnat de Lettonie en 1997, en 1999 et en 2000